# Liste der Monuments historiques in Cliron
Die Liste der Monuments historiques in Cliron führt die Monuments historiques in der französischen Gemeinde Cliron auf.

## Liste der Immobilien
| Bezeichnung      | Beschreibung                                         | Standort                    | Kennzeichnung | Schutzstatus | Datum | Bild           |
| ---------------- | ---------------------------------------------------- | --------------------------- | ------------- | ------------ | ----- | -------------- |
| Kirche St-Martin | um 1547 auf den Resten eines Vorgängerbaus errichtet | Place Pierre Destrée (Lage) | PA00078464    | Inscrit      | 1927  | weitere Bilder |

## Liste der Objekte
| Bezeichnung | Beschreibung                         | Standort                       | Kennzeichnung | Schutzstatus | Datum | Bild |
| ----------- | ------------------------------------ | ------------------------------ | ------------- | ------------ | ----- | ---- |
| Glocke      | Bronze, 1358 gegossen; 1917 zerstört | in der Kirche St-Martin (Lage) | PM08000656    | Classé       | 1908  |      |
| Taufbecken  | Marmor, bezeichnet 1564              | in der Kirche St-Martin (Lage) | PM08000157    | Classé       | 1963  |      |